# بيت كاهن (بني مطر)

تعديل مصدري - تعديل

بيت كاهن هي إحدى قرى عزلة حزة سهمان بمديرية بني مطر التابعة لمحافظة صنعاء، بلغ تعداد سكانها 659 نسمة حسب تعداد اليمن لعام 2004.